# Korszów (gmina)
Korszów – dawna gmina wiejska w powiecie kołomyjskim województwa stanisławowskiego II Rzeczypospolitej. Siedzibą gminy był Korszów.
Gminę utworzono 1 sierpnia 1934 r. w ramach reformy na podstawie ustawy scaleniowej z dotychczasowych gmin wiejskich: Chlebiczyn Leśny, Czeremchów, Korszów, Liski, Michałków i Żukocin.
Po II wojnie światowej obszar gminy znalazł się w ZSRR.